# Río Iró
Río Iró est une municipalité située dans le département de Chocó, en Colombie.